# María Blanco
María Blanco (Barcelona, 2 de mayo de 1972) es una actriz, cantante, bailarina y modelo española, más conocida por interpretar el papel de Carmen Sanjurjo Asensio en la telenovela Acacias 38.

## Biografía
María Blanco nació el 2 de mayo de 1972 en Barcelona (España), y además de la actuación también se dedica al canto y al baile.

## Carrera
María Blanco en 2007 hizo su primera aparición como actriz en la serie MIR. En el mismo año protagonizó la serie Hay que vivir (en el papel de Ángela) y en Cuestión de sexo (en el papel de Carmen). En 2007 y 2008 interpretó el papel de Jueza en la serie Desaparecida. En 2009 interpretó el papel de Jueza en la serie Doctor Mateo. En 2011 participó en los programas de televisión Ànima, en Divendres, en A escena y en No t'ho perdis.
En 2013 se unió al elenco de la telenovela emitida en Antena 3 Amar es para siempre y donde interpretó el papel de Beatriz. En 2016 interpretó el papel de Emma Cardín en la película Bombay Goa Express dirigida por Juan Estelrich Jr. En 2016 y 2017 protagonizó la serie Centro médico. De 2015 a 2021 fue elegida para interpretar el papel de Carmen Sanjurjo Asensio en la telenovela emitida por La 1 Acacias 38 y donde actuó junto a actores como Juanma Navas, Rubén de Eguía, Elena González, Juan Gareda, Álvaro Quintana, Rebeca Alemañy y Marita Zafra.
En 2021 interpretó el papel de Cuatro en la película Encerrados dirigida por Carlos Cabero. En 2021 y 2022 se unió al elenco de la telenovela Dos vidas, interpretando el papel de Dolores. En 2023 interpretó el papel de Amelia en la película Delfines de plata dirigida por Javier Elorrieta.

## Filmografía

### Cine
| Año  | Título             | Personaje   | Director           |
| ---- | ------------------ | ----------- | ------------------ |
| 2016 | Bombay Goa Express | Emma Cardín | Juan Estelrich Jr. |
| 2021 | Encerrados         | Cuatro      | Carlos Cabero      |
| 2023 | Delfines de plata  | Amelia      | Javier Elorrieta   |

### Televisión
| Año       | Título               | Personaje               | Notas         |
| --------- | -------------------- | ----------------------- | ------------- |
| 2007      | MIR                  |                         | 1 episodio    |
| 2007      | Hay que vivir        | Ángela                  | 1 episodio    |
| 2007      | Cuestión de sexo     | Carmen                  | 3 episodios   |
| 2007-2008 | Desaparecida         | Jueza                   | 2 episodios   |
| 2009      | Doctor Mateo         | Candela                 | 1 episodio    |
| 2013      | Amar es para siempre | Beatriz                 | 2 episodios   |
| 2016-2017 | Centro médico        |                         | 3 episodios   |
| 2017-2021 | Acacias 38           | Carmen Sanjurjo Asensio | 851 episodios |
| 2021-2022 | Dos vidas            | Dolores                 | 15 episodios  |
| 2022      | Servir y proteger    | Bárbara Segovia         | 3 episodios   |

## Programas de televisión
| Año  | Título         |
| ---- | -------------- |
| 2011 | Ànima          |
| 2011 | Divendres      |
| 2011 | A escena       |
| 2011 | No t'ho perdis |